# Ammophila djaouak
Ammophila djaouak es una especie de avispa del género Ammophila, familia Sphecidae.

## Taxonomía
Fue descrito por primera vez en 1956 por de Beaumont. 